# Kungälv (comune)
Kungälv è un comune svedese di 41 086 abitanti, situato nella contea di Västra Götaland. Il suo capoluogo è la città omonima.

## Località
Nel territorio comunale sono comprese le seguenti aree urbane (tätort):
- Aröd och Timmervik
- Diseröd
- Kareby
- Kärna
- Kode
- Kungälv
- Marstrand
- Tjuvkil